# Неравенство Гарнака
Неравенство Гарнака — если функция {\displaystyle U(M)=U(x_{1},...,x_{k})}, гармоническая в {\displaystyle k}-мерном шаре {\displaystyle Q_{R}} радиуса {\displaystyle R} с центром в некоторой точке {\displaystyle M_{0}}, неотрицательна в этом шаре, то для её значений в точках {\displaystyle M} внутри рассматриваемого шара справедливы следующие неравенства: {\displaystyle R^{k-2}{\frac {R-r}{(R+r)^{k-1}}}U(M_{0})\leqslant U(M)\leqslant R^{k-2}{\frac {R+r}{(R-r)^{k-1}}}U(M_{0})}, где {\displaystyle r=\rho (M_{0},M)<R}.

## Доказательство
В силу формулы Пуассона для точек {\displaystyle M} внутри шара {\displaystyle Q_{R'}(R'<R)} имеем {\displaystyle U(M)={\frac {\Gamma (k/2)}{2\pi ^{k/2}R'}}\int \limits _{\gamma }(Q_{R'})U(N){\frac {{R'}^{2}-r^{2}}{({R'}^{2}+r^{2}-2R'r\cos \theta )^{r/2}}}d\sigma }. Учитывая неравенства {\displaystyle (R'-r)^{2}\leqslant {R'}^{2}+r^{2}-2R'r\cos \theta \leqslant (R'+r)^{2}}, благодаря условию {\displaystyle U(N)\geqslant 0} получим отсюда, что {\displaystyle {R'}^{k-2}{\frac {{R'}^{2}-r^{2}}{(R'+r)^{k}}}{\frac {\Gamma (k/2)}{2\pi ^{k/2}{R'}^{k-1}}}\int \limits _{\gamma }(Q_{R'})U(N)d\sigma \leqslant U(M)\leqslant {R'}^{k-2}{\frac {{R'}^{2}-r^{2}}{(R'-r)^{k}}}{\frac {\Gamma (k/2)}{2\pi ^{k/2}{R'}^{k-1}}}\int \limits _{\gamma }(Q_{R'})U(N)d\sigma }, или, применяя теорему Гаусса {\displaystyle {R'}^{k-2}{\frac {{R'}^{2}-r^{2}}{(R'+r)^{k}}}U(M_{0})\leqslant U(M)\leqslant {R'}^{k-2}{\frac {{R'}^{2}-r^{2}}{(R'-r)^{k}}}U(M_{0})}. Таким образом, переходя к пределу при {\displaystyle R'\rightarrow R}, получим неравенство Гарнака {\displaystyle R^{k-2}{\frac {R-r}{(R+r)^{k-1}}}U(M_{0})\leqslant U(M)\leqslant R^{k-2}{\frac {R+r}{(R-r)^{k-1}}}U(M_{0})}.